# Yasu Sulci
Yasu Sulci – bruzda znajdująca się na Trytonie, naturalnym satelicie Neptuna.  Formacja ta liczy sobie kilkaset kilometrów i biegnie w pobliżu równika Trytona na  długości geograficznej 0°-30°W. Nazwa bruzdy została nadana przez IUA w 1991 roku i pochodzi od Yasu, japońskiej niebiańskiej rzeki, dosłownie oznacza „pokój”.
Bruzdy są charakterystycznymi strukturami geologicznymi Trytona. Oprócz Yasu Sulci sklasyfikowano ich jeszcze 11.